# Mokas
Mokas [ˈmɔkas] es un pueblo en el distrito administrativo de Gmina Sochaczew, dentro del condado de Sochaczew, voivodato de Mazovia, en el este de Polonia central. Se encuentra aproximadamente a 9 kilómetros del noreste de Sochaczew y a 47 kilómetros al oeste de Varsovia.